# Michelle Reis
Michelle Reis, of Michelle Monique Reis (Macau, 20 juni 1970) is model en filmactrice. Ze is 1,73 meter lang en weegt 52 kg. Ze heeft donkerbruine ogen en zwart haar. Ze woont in Hongkong.

## Biografie
Michelle Monique Reis is haar geboortenaam, door haar Portugese vader (overleden). Ze heeft een Chinese moeder en één oudere zus. Ze volgde haar onderwijs op de Maryknoll Convent School (MCS), een katholieke meisjesschool in Hongkong. Ze heeft twee hondjes: Baby en Milky.

## Carrière
Ze liet zich voor het eerst zien in reclamefilmpjes (de eerste toen ze 3 jaar oud was), waarvoor ze in 1996 en 1997 de 'ATV Most Welcome TV Commercial Female Artist Award' (HKATV) won. Ze werd 'Miss Hongkong' 1988, 'Miss International Ambasadress' 1988, 'Miss Chinese International Pageant' (TVB) 1988. Haar eerste rol was in de televisieserie 'I Do I Do'. Een jaar later speelde ze in haar eerste bioscoopfilm.

## Filmografie
1990 - A Chinese Ghost Story Part II

1990 - Perfect Girls

1990 - Doctor's Heart

1990 - No Risk, No Gain

1991 - The Banquet

1991 - Swordsman II: The Legend of the Swordsman

1992 - A Kid from Tibet

1992 - Casino Tycoon II

1992 - The Story of the Flying Fox

1992 - Royal Tramp II

1992 - Zen of Sword

1992 - The Wicked City

1993 - The Black Morning Glory

1993 - The Legend of Fong Sai-Yuk

1993 - The Legend of Fong Sai Yuk 2

1994 - Drunken Master III

1994 - The Other Side of the Sea

1995 - Fallen Angels

1996 - 100 Ways to Kill Yourself

1997 - Armageddon

1997 - Wise Guys No War Cannot Be Won

1998 - Flowers of Shanghai

1999 - Round About Midnight

1999 - Prince Charming

1999 - The Island Tales

2000 - The City of Lost Souls

2000 - When I Fall in Love... with Both

2001 - Bakery Amour

2001 - Every Dog Has His Date

2001 - Healing Hearts

2002 - Beauty and the Breast

2003 - Miss Du Shi Niang

2003 - Nine Beauties

2003 - The Irresistible Piggies

- Bibliothèque nationale de France: cb140528500 (data)
- Gemeinsame Normdatei: 141573554
- International Standard Name Identifier: 0000 0001 1477 9404
- Library of Congress Control Number: nr2004033631
- Nationale Bibliotheek van Tsjechië: xx0185545
- Istituto Centrale per il Catalogo Unico: RAVV350657
- Système universitaire de documentation: 092382509
- Virtual International Authority File: 95053793
- WorldCat: E39PBJc3DBbdQkywMccmPDtBT3